# Безимени град
„Безимени град” (енгл. The Nameless City) је приповетка америчког писца Хауарда Филипса Лавкрафта, написана у јануару 1921. и први пут објављена у часопису The Wolverine у новембру исте године. Често се сматра првом причом смештеном у свет Ктулу митова. У причи, протагониста путује у сред Арабијске пустиње да истражи древни подземни град.
Иако је Лавкрафт лично веома волео причу, различити часописи су је оштро одбили.

## Радња
Неименовани приповедач одлази у сред Арабијског полуострва да пронађе изгубљени древни град. Након што је чуо звекет који наизглед долази из дубине земље, приповедач прегледа мистериозне резбарије и рушевине. Следећег дана, приповедач открива литицу на којој се налазе грађевине ниског плафона, неприкладне за људску употребу. Док се бави својом изненада нервозном камилом, приповедач открива нешто већи храм, са олтарима, осликаним муралима и малим степеништем које се спушта испод земље. Након што се спусти, његова бакља се гаси, те он пузи на рукама и коленима док не уђе у ходник са малим дрвеним ковчезима у којима се налазе бизарни гмизавци.
Приповедач примећује велику количину светлости која долази из непознатог извора. Након што је допузао до њега на рукама и коленима, угледа велика месингана врата која се спуштају у магловити пролаз. Затим чује стењање из одаје са ковчезима, и осећа јак ветар који долази из пролаза, који покушава да га повуче доле. Упркос свим изгледима, он се опире и угледа монструозне рептиле који пузе иза осветљеног портала. Ветар утихне, након чега се врата изненадно затворају за приповедачем, остављајући га у мраку.

## Инспирација
Лавкрафт је изјавио да је прича заснована на једном сну, који је претходно инспирисан последњом реченицом приче „Вероватна авантура тројице књижевника” лорда Дансенија, која је цитирана у самој причи: „непрегледно црнило понора”.
Други идентификовани извор је 9. издање Енциклопедије Британике, чији је опис „Ирема, града стубова” аутор преписао у своју бележницу: „који ипак, након уништења својих становника, остаје цео, како Арапи кажу, невидљив за обично око, али повремено, и у ретким интервалима, откривен неком небом изабраном путнику.”
Критичар Вилијам Фулвилер тврди да је роман У језгру Земље Едгара Рајса Бароуза био једна од Лавкрафтових примарних инспирација за „Безимени град”, наводећи „расу рептила, тунел у унутрашњост земље и ’скривени свет вечног дана’” као елементе заједничке за обе приче. Уопштеније, Фулвилер сугерише да тема „ванземаљских раса моћнијих и интелигентнијих од човека”, која се често понавља у Лавкрафтовим делима, може да потиче из Бароузових прича о Пелуцидару. Међутим, он тврди да су се оба писца ослањала на већ постојећу и знатну литературу прича и романа о „Изгубљеном граду”.

## Повезана дела
Прича садржи прво помињање Абдула Алхазреда, измишљеног стручњака за окултизам који ће касније бити помињан у већини Лавкрафтових главних прича о Ктулу митовима. У овој приповеци, Алхазред још није идентификован као аутор чувеног Некрономикона, али је касније утврђено да „необјашњиви двостих” који му Лавкрафт приписује долази из тог дела.
„Безимени град” је рани пример Лавкрафтове технике мешања референци из историје, књижевности и сопствене фикције како би створио убедљиву позадину за свој хорор. У једном тренутку, приповедач се присећа:
У себи сам замишљао сву раскош једног доба тако далеког да ни Халдеја не би могла да га се сети, и помислио сам на Сарнат Осуђени, који се налазио у земљи Мнар када је човечанство било младо, и на Иб, који је био исклесан од сивог камена пре него што је човечанство постојало.
Халдеја је историјска област у Месопотамији, док су Сарнат, Мнар и Иб места која се помињу у Лавкрафтовој приповеци „Пропаст која је дошла у Сарнат”.
Касније у причи, у једном пасусу се помињу измишљени арапски песник, стварни филозоф из 5. века, писац из средњег века, легендарни персијски краљ и један од Лавкрафтових омиљених аутора фантастике:
У тами су пред мојим умом бљеснули фрагменти моје драге ризнице демонских предања; реченице Алхазреда лудог Арапина, одломци апокрифних Дамаскијевих ноћних мора и злогласни стихови поеме Image du Monde Готјеа де Меца. Понављао сам чудне изводе и мрмљао о Афрасиабу и демонима који су плутали с њим низ Оксус; касније изнова и изнова певајући фразу из једне од прича лорда Дансенија − „Непрегледно црнило понора.”
У параграфу се даље цитира ирски песник Томас Мур, а помињу се и Мемнонови колоси.

## Пријем
Иако је Лавкрафт убрајао „Безимени град” међу своје омиљене приче, ова приповетка је одбијена од стране разних професионалних медија, укључујући Weird Tales (два пута), Fantasy Magazine и вероватно The Galleon. На крају се појавила у издању часописа Fanciful Tales of Time and Space у јесен 1936. године, који су објавили Доналд А. Волхајм и Вилсон Шепард, а поново је штампана у издању часописа Weird Tales у новембру 1938, након Лавкрафтове смрти.
Лин Картер је описао „Безимени град” као „тривијалну вежбу Поовске готике”, назвавши је „преписаном и претерано драматичном”. „Расположење растућег хорора примењује се на веома вештачки начин”, написао је Картер. „Уместо да ствара у читаоцу расположење терора, Лавкрафт описује расположење ужаса: емоција се примењује у придевима.” Он, међутим, дозвољава да прича има неку „евокативну снагу”. Сам Лавкрафт је био снажно дирнут емоцијом страхопоштовања и фасцинације када је размишљао о мистериозним рушевинама незамисливе антике. Ову емоцију он успева да пренесе на неку врсту снова, упркос хладној клиничкој употреби придева.